# T'ado Cheguk Chuŭi Tongmaeng
La T'ado Cheguk Chuŭi Tongmaeng (in chosongul:타도제국주의동맹, in italiano: "Abbasso l'imperialismo") o T'ŭdŭ(ㅌ.ㄷ) è stata un'organizzazione fondata il 17 ottobre 1926 a Huadian, nella provincia cinese di Jilin, con l'intento di combattere l'imperialismo giapponese e promuovere il marxismo-leninismo. Viene considerato come la base per la fondazione del Partito del Lavoro di Corea e la sua creazione viene celebrata ogni anno.
In realtà, a differenza di quanto sostenuto dalla propaganda nordcoreana, il vero fondatore dell'organizzazione non è stato Kim Il-sung ma Lee Jong-rak, socio di Kim Il-sung.
Il 17 ottobre 1982, Kim Jong-il onorò l'Unione con un discorso dove affermò che l'istituzione dell'organizzazione segnò il momento in cui il popolo coreano aveva "intrapreso una nuova via per lo sviluppo ed il nostro Partito [del Lavoro di Corea] iniziava ad affondare le sue gloriose radici." Il leader continuò spiegando gli obbiettivi raggiunti dal suo partito nel difendere il paese dall'imperialismo americano e nella promozione dell'ideologia Juche. Sottolineò anche come il padre Kim Il-sung avviò la T'ŭdŭ con un programma per ingaggiare persone in una "lotta anti-giapponese di liberazione nazionale facendo affidamento sulle masse", e che la sua creazione era "il fresco inizio per il movimento comunista coreano e per la rivoluzione coreana [...] l'inizio dello sforzo di fondare un nuovo tipo di partito," e aggiunse che "Il movimento comunista coreano [...] aprì la strada rivoluzionaria sotto la bandiera della T'ŭdŭ".
Nel 2016, in particolare, la T'ŭdŭ fu ripetutamente onorata dalla Corea del Nord, specialmente il 18 e il 19 ottobre, con spettacoli, canti, balli di studenti e giovani a Pyongyang e deposizioni di corone di fiori posate sulle tombe dei martiri della rivoluzione per commemorare la fondazione dell'organizzazione rivoluzionaria, ricordata come l'origini delle idee della Juche. Oltretutto, furono emessi dei francobolli commemorativi, fu organizzata una conferenza nazionale al Palazzo della Cultura del Popolo curata dal "partito, ufficiali di stato e dell'esercito [...] innovatori del lavoro e famiglie in lutto per i rivoluzionari martiri", una mostra d'arte aperta alla Korean Art Gallery, e i membri (e i lavoratori iscritti) della Federazione generale dei sindacati della Corea commemorarono l'occasione. Fu pubblicato anche un manifesto dal Partito del Lavoro di Corea per "celebrare il 90º anniversario della formazione della T'ado Cheguk Chuŭi Tongmaeng (T'ŭdŭ)."
Nello stesso anno, il direttore del Partito di unità popolare repubblicano "Kyrgyz El" in Kirghizistan, il segretario generale del Partito Bangladesh Jatiya, il direttore della "Società dello studio dell'idea Juche" in India, il direttore del "Comitato sullo studio filosofico della Juche" indiano, i membri di alto rango della "Associazione dell'amicizia Pakistan-Corea" e il "Comitato nazionale per lo studio dell'idea Juche" della Repubblica Democratica del Congo lodarono tutti i progressi del Partito del Lavoro di Corea e celebrarono l'anniversario della T'ŭdŭ.